# 천웨이

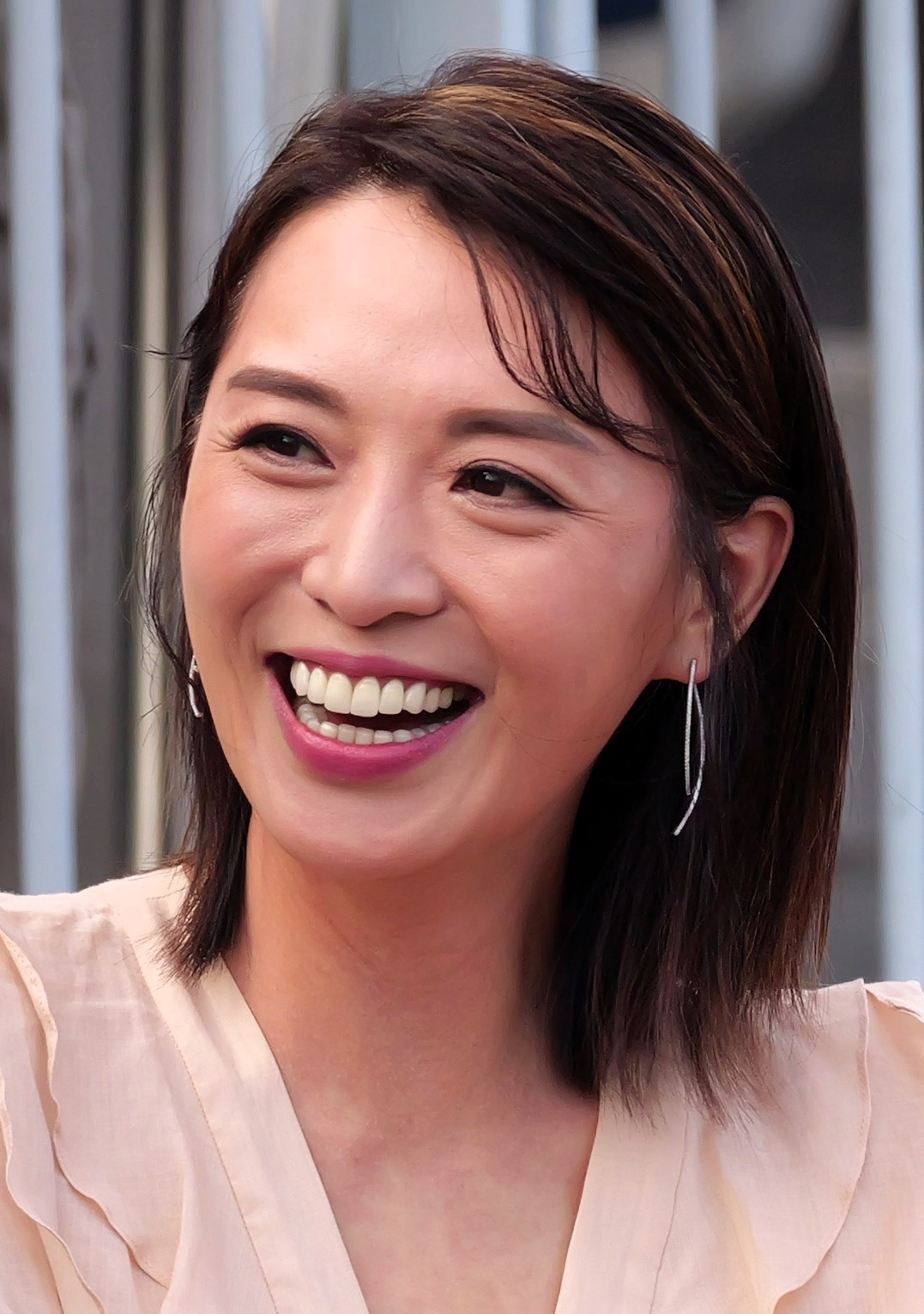

천웨이(Alice Chan, 1973년 11월 21일 ~ )는 배우, 영화배우이다.
상하이시에서 태어났다.

## 방송
- 초류향
- 대청후궁

## 영화
- 빙봉협: 중생지문 (2013년)
- 초류향 (2012년) - 마의 노파 역
- 인자황비홍 (2008년)
- 미녀식신 (2007년)
- 제방노천 (2006년)
- 욕망지성 (2001년)
- 화차안 (2000년)
- 산촌노시 2 - 색지악귀 (2000년)
- 망명지도 (2000년)
- 탄소흉영 (2000년)
- 바이오캅 (2000년)
- 란계방7공주 (1997년)